# ICC Awards 2011
Les ICC Awards 2011 sont la huitième édition des ICC Awards, la cérémonie de remise des prix organisée annuellement par l'International Cricket Council et qui récompense les meilleurs joueurs de cricket de l'année précédente, désignés par un jury de spécialistes. L'événement s'est tenu à Londres, en Angleterre, le 12 septembre 2011, et les performances prises en compte s'étalent du 11 août 2010 au 3 août 2011. Le trophée principal, celui de joueur de l'année, est remporté par l'international de l'équipe d'Angleterre Jonathan Trott.

## Cérémonie
Le conseil exécutif de l'ICC désigne la ville de Londres comme lieu des ICC Awards 2011 le 16 février 2011, après avoir hésité avec Colombo au Sri Lanka. La date et le lieu coïncident ainsi avec la tournée de l'équipe nationale indienne en Angleterre. La cérémonie se tient le 12 septembre 2011 au Grosvenor House Hotel, un hôtel londonien. Malgré la présence de l'équipe Inde en Angleterre, aucun joueur ou officiel indien n'est présent à l'événement.

## Jury

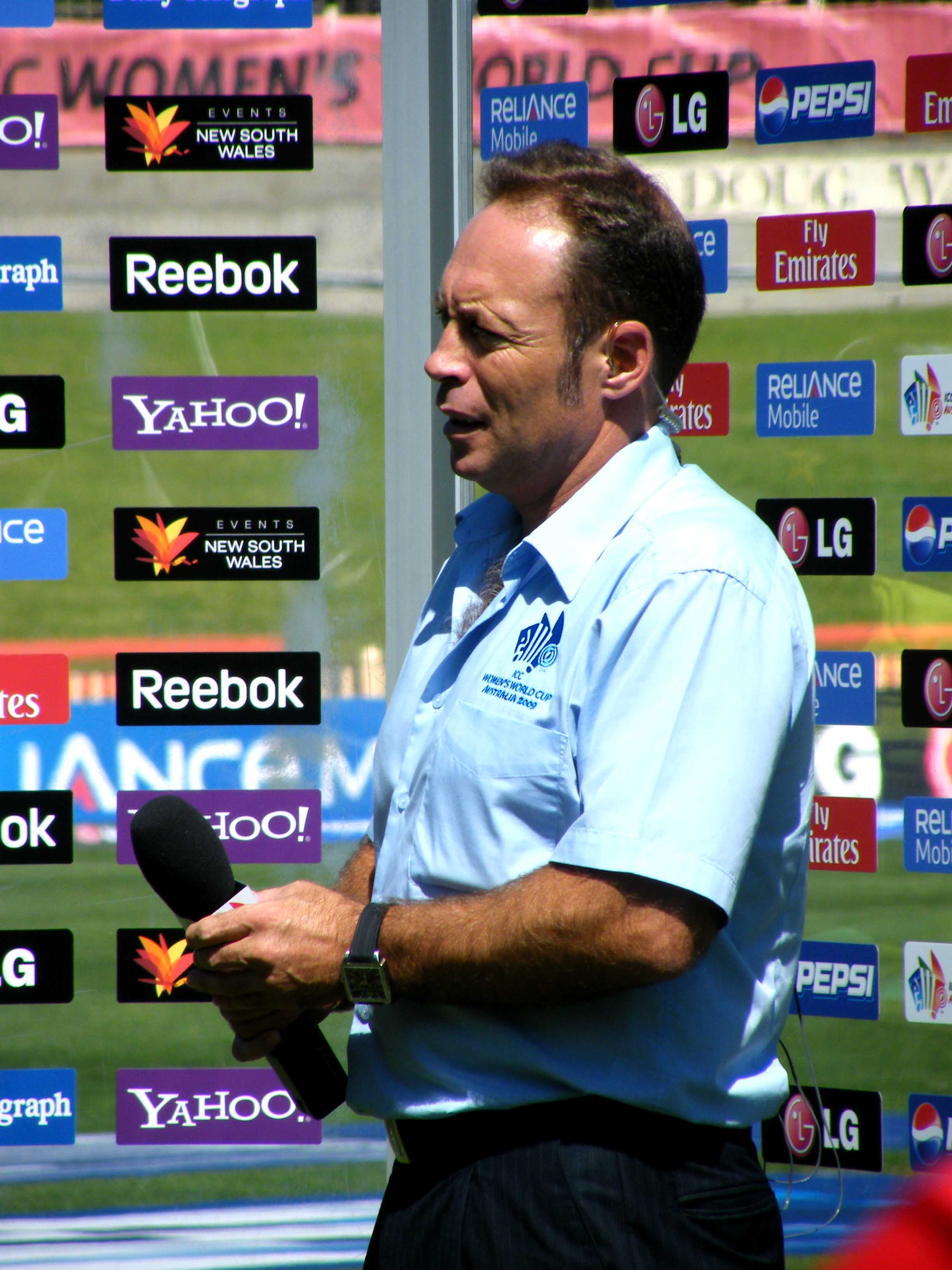
L'ancien international néo-zélandais Danny Morrisson est l'un des membres du comité de sélection des ICC Awards 2011.

Le comité de sélection des ICC Awards 2011 est mené par l'ancien capitaine des Indes occidentales Clive Lloyd, par ailleurs à la tête de la commission du cricket de l'International Cricket Council (ICC cricket commitee). Il est accompagné des anciens internationaux Zaheer Abbas (Pakistan), Paul Adams (Afrique du Sud), Mike Gatting (Angleterre), Danny Morrison (Nouvelle-Zélande). Les cinq hommes pré-sélectionnent d'abord une liste de joueurs pour chaque catégorie. Celle-ci est publiée le 10 août 2011. Vingt-cinq personnalités, anciens joueurs, journalistes et officiels, sont ensuite chargées de désigner les vainqueurs. Une liste de nommés plus restreinte est émise le 26 août.

## Palmarès et nominations
| Catégorie                                | Vainqueur                            | Autres nommés |
| ---------------------------------------- | ------------------------------------ | --- |
| Joueur de l'année                        | Jonathan Trott (Angleterre)          | - Hashim Amla (Afrique du Sud) - Alastair Cook (Angleterre) - Sachin Tendulkar (Inde)                                |
| Joueur de l'année, Test cricket          | Alastair Cook (Angleterre)           | - James Anderson (Angleterre) - Jacques Kallis (Afrique du Sud) - Jonathan Trott (Angleterre)                        |
| Joueur de l'année, One-day International | Kumar Sangakkara (Sri Lanka)         | - Hashim Amla (Afrique du Sud) - Gautam Gambhir (Inde) - Shane Watson (Australie)                                    |
| Révélation                               | Devendra Bishoo (Indes occidentales) | - Azhar Ali (Pakistan) - Darren Bravo (Indes occidentales) - Wahab Riaz (Pakistan)                                   |
| Joueur associé ou affilié                | Ryan ten Doeschate (Pays-Bas)        | - Hamid Hassan (Afghanistan) - Kevin O'Brien (Irlande) - Paul Stirling (Irlande)                                     |
| Performance en Twenty20                  | Tim Southee (Nouvelle-Zélande)       | - Tim Bresnan (Angleterre) - J. P. Duminy (Afrique du Sud) - Shane Watson (Australie)                                |
| Joueuse de l'année                       | Stafanie Taylor (Indes occidentales) | - Charlotte Edwards (Angleterre) - Lydia Greenway (Angleterre) - Shelley Nitschke (Australie)                        |
| Arbitre                                  | Aleem Dar (Pakistan)                 | - Steve Davis (Australie) - Ian Gould (Angleterre) - Simon Taufel (Australie)                                        |
| Esprit du cricket                        | M. S. Dhoni (Inde)                   | - Jacques Kallis (Afrique du Sud)                                                                                    |
| Choix du public                          | Kumar Sangakkara (Sri Lanka)         | - Hashim Amla (Afrique du Sud) - M. S. Dhoni (Inde) - Chris Gayle (Indes occidentales) - Jonathan Trott (Angleterre) |